# Sepik-Ramu narodi
Sepik-Ramu narodi, jedno od glavnih papuanskih etnolingvističkih debela s Nove Gvineje. Porodica se grana na pet jezičnih skupina, to su: Gapun, Leonhard Schultze, Nor-Pondo, Ramu i Sepik a obuhvaćaju stotinu jezika i približan broj plemena. 
Gotovo svi žive u Papui Novoj Gvineji, a izuzetak su Sukubatong i Yetfa, plemena iz susjedne Indonezije koji jezično čine posebnu podskupinu biksi. Neke od njihovih skupina su Ak, Abau, Andarum, Mongol i drugi.
Porodica dobiva ime po rijekama Sepik i Ramu.

## Vanjske poveznice
- Non-Austronesian Diversity and its Contribution to Austronesian Heterogeneity in Melanesia
- Jezici